# Włodzimierz Zawadzki

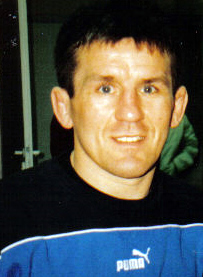
Zawadzki 2007

Włodzimierz Jan Zawadzki (* 28. September 1967 in Polany, Woiwodschaft Masowien) ist ein ehemaliger polnischer Ringer. Er wurde 1996 Olympiasieger im griechisch-römischen Stil im Federgewicht.

## Werdegang
Włodzimierz Zawadzki wuchs in seiner Geburtsstadt auf und spielte dort als Kind Fußball. Erst im Alter von 13 Jahren begann er mit dem Ringen. Er trat dazu dem Sportclub MZKS Orzel Wierzbica bei, wo Marian Osinksi sein Trainer wurde. Nach dem Abitur trat er in die Armee ein und wechselte zum Sportclub CWKS Legia Warschau. Im Laufe seiner langen Karriere hatte er mehrere Trainer, von denen Ksawery Biederman, Bolesław Dubicki und Stanisław Krzesiński die wichtigsten waren. Er konzentrierte sich ganz auf den griechisch-römischen Stil und rang als Erwachsener bei einer Größe von 1,67 Metern immer im Federgewicht, der Gewichtsklasse bis 62 , 63 und 60 kg Körpergewicht. Ab 1998 rang er viele Jahre auch in der deutschen Bundesliga. Der VfK Schifferstadt und der 1. Luckenwalder SC, bei dem er bis 2006, also bis zu seinem 39. Lebensjahr aktiv war, waren seine Vereine. Seit Beendigung seiner aktiven Laufbahn wirkt er in Polen als Ringertrainer.
Zunächst verlief die Karriere von Włodzimierz Zawadzki verhalten an. Er wurde zwar einmal polnischer Juniorenmeister, brauchte aber bis zu seinem 23. Lebensjahr, bis er in die polnische Ringer-Nationalmannschaft aufgenommen wurde. Dies hatte er einer Verletzung des polnischen Meisters im Federgewicht jener Jahre Mieczysław Tracz zu verdanken, an dessen Stelle er 1990 beim Stanisław-Pytlasiński-Turnier in Warschau eingesetzt wurde und dort im Federgewicht den 2. Platz belegte. Ein Jahr später, 1991, ging er bei der Europameisterschaft in Aschaffenburg an den Start und gewann dort auf Anhieb den Europameistertitel. Im Endkampf besiegte er dabei den Deutschen Mario Büttner. Bei der Weltmeisterschaft 1991 in Warna war er nicht so erfolgreich. Er belegte dort den 8. Platz.
1992 qualifizierte sich Włodzimierz Zawadzki für einen Start bei den Olympischen Spielen in Barcelona. Er gewann dort zunächst über Shigeki Nishiguchi aus Japan und Hu Guohong aus China, verlor aber in seinem dritten Kampf gegen den Weltmeister von 1991 Sergei Martynow aus Russland nach Punkten. Mit einem weiteren Sieg über den Schweizer Hugo Dietsche erkämpfte er sich das Recht gegen Juan Luis Marén aus Kuba um die olympische Bronzemedaille zu kämpfen. Er verlor aber diesen Kampf und musste deshalb mit dem undankbaren 4. Platz vorliebnehmen.
1993 kam er bei der Weltmeisterschaft in Stockholm auf den 6. Platz. 1994 erkämpfte er sich bei der Weltmeisterschaft in Tampere hinter Sergei Martynow und dem Bulgaren Iwan Radew eine Bronzemedaille. Sehr erfolgreich war er im Jahre 1995. Zunächst gewann er bei der Europameisterschaft in Besançon zum zweiten Mal den Europameistertitel im Federgewicht. Er besiegte dabei mit Iwan Radew, Usama Aziz, Schweden, Igor Petrenko, Belarus, Mehmet Akif Pirim, Türkei und Sergei Martynow fünf Weltklasseathleten. Bei der Weltmeisterschaft in Prag besiegte er u. a. Artur Alexanian aus Deutschland und wiederum Mehmet Akif Pirim, unterlag aber im Finale Sergei Martynow knapp nach Punkten und wurde damit Vize-Weltmeister.
Bei der Europameisterschaft 1996 in Budapest verlor Włodzimierz Zawadzki in der Vorschlussrunde gegen Hryhorij Komyschenko aus der Ukraine und er verlor auch den Kampf um die EM-Bronzemedaille gegen Mchitar Manukjan aus Armenien. Er kam damit wieder auf den undankbaren 4. Platz. Die Olympischen Spiele 1996 in Atlanta sahen dann einen bestens vorbereiteten und von Selbstvertrauen nur so sprühenden Włodzimierz Zawadzki. Er beherrschte alle seine Gegner klar und gewann mit Siegen über Igor Petrenko, Usama Aziz, Koba Guliaschwili, Georgien, Hryhorij Komyschenko und Juan Luis Marén in überlegenem Stil die olympische Goldmedaille.
Auch in den folgenden Jahren war Włodzimierz Zawadzki auf der internationalen Ringermatte noch sehr erfolgreich. 1999 wurde er in Sofia zum dritten Mal Europameister und besiegte dabei im Finale Akaki Chachua aus Georgien, nachdem er im Halbfinale schon Şeref Eroğlu aus der Türkei geschlagen hatte. Bei der Weltmeisterschaft 1999 in Athen kam er im Federgewicht nur auf den 9. Platz und musste sich deshalb für die Teilnahme an den Olympischen Spielen 2000 in Sydney erst qualifizieren. In drei Turnieren in Faenza, Clermont-Ferrand und Taschkent gelang ihm dies auch. Bei den Spielen in Sydney selbst konnte er aber nichts mehr ausrichten, denn er traf dort auf Warteres Samurgaschew aus Russland und auf Şeref Eroğlu, gegen die er verlor und deshalb nur auf den 19. Platz kam.
Im Jahre 2002 wurde er dann in Moskau noch einmal Vize-Weltmeister im Federgewicht. Nach sechs Siegen, u. a. über Djamel Ainaoui, Frankreich, Akaki Chachua und Roberto Monzón aus Kuba, traf er im Finale auf Armen Nasarjan, einen für Bulgarien startenden Armenier, dem er sich nach Punkten geschlagen geben musste. Mit 37 Jahren startete er dann 2004 in Athen zum vierten Mal bei Olympischen Spielen. Er musste sich dort aber den wesentlich jüngeren Jung Ji-hyun aus Südkorea und Vitali Rəhimov aus Aserbaidschan geschlagen geben und belegte den 16. Platz.

## Internationale Erfolge
| Jahr | Platz | Wettbewerb                                         | Gewichtkl. | Ergebnis |
| 1990 | 2.    | Stanislaus-Pytlasinski-Turnier in Warschau         | Feder      | |
| 1991 | 1.    | EM in Aschaffenburg                                | Feder      | vor Mario Büttner, Deutschland, Gennadi Atmakin, Russland u. Denni Urbinato, Italien |
| 1991 | 8.    | WM in Warna                                        | Feder      | Sieger: Sergei Martynow, Russland vor Mehmet Akif Pirim, Türkei u. Juan Luis Marén, Kuba |
| 1992 | 4.    | OS in Barcelona                                    | Feder      | nach Siegen über Shigeki Nishiguchi, Japan u. Hu Guohong, China, einer Niederlage gegen Sergei Martynow, einem Sieg über Hugo Dietsche, Schweiz u. einer Niederlage gegen Juan Luis Marén             |
| 1993 | 3.    | Intern. Turnier in Paris                           | Feder      | hinter Hryhorij Komyschenko, Ukraine u. Alexander Davidovich, Israel |
| 1993 | 1.    | Stanislaus-Pytlasinski-Turnier in Wrocław          | Feder      | vor Zefar Jakuschew, Russland, Dariusz Przystolik, Polen und Alexander Davidovich |
| 1993 | 6.    | WM in Stockholm                                    | Feder      | Sieger: Sergei Martynow vor Ender Memet, Rumänien u. Juan Luis Marén |
| 1994 | 2.    | Großer Preis von Deutschland in Koblenz            | Feder      | hinter Sergei Martynow, vor Jenő Bódi, Ungarn u. Peter Behl, Deutschland |
| 1994 | 3.    | WM in Tampere                                      | Feder      | hinter Sergei Martynow und Iwan Radew, Bulgarien, vor David S. Zuniga, USA u. Hryhorij Komyschenko |
| 1995 | 2.    | Militär-WM                                         | Feder      | hinter Akif Mehmet Pirim, vor Pawel Chabrow, Russland |
| 1995 | 1.    | EM in Besançon                                     | Feder      | nach Siegen über Iwan Radew, Usama Aziz, Schweden, Igor Petrenko, Belarus, Akif Mehmet Pirim u. Sergei Martynow                                                                                       |
| 1995 | 5.    | Großer Preis von Deutschland in Koblenz            | Feder      | hinter Şeref Eroğlu, Türkei, Artur Alexanian, Deutschland, Bachodir Kurbanow, Usbekistan u. Mario Büttner                                                                                             |
| 1995 | 2.    | WM in Prag                                         | Feder      | hinter Sergei Martynow, vor Mchitar Manukjan, Armenien, Hu Guohong, China und Usama Aziz |
| 1996 | 3.    | Großer Preis von Norwegen in Porsgonn              | Feder      | hinter Igor Petrenko u. Wladimir Bolschakow, Russland |
| 1996 | 4.    | EM in Budapest                                     | Feder      | hinter Sergei Martynow, Hryhorij Komyschenko u. Mchitar Manukjan |
| 1996 | Gold  | OS in Atlanta                                      | Feder      | nach Siegen über Igor Petrenko, Usama Aziz, Koba Guliaschwili, Georgien, Hryhorij Komyschenko u. Juan Luis Marén                                                                                      |
| 1997 | 3.    | WM in Wrocław                                      | Feder      | nach Siegen über Niklas Hentunen, Schweden, Yasutoshi Motoki, Japan u. Akaki Chachua, Georgien u. eine Niederlage gegen Seref Eroglu u. Mchitar Manukjan, Kasachstan                                  |
| 1998 | 1.    | Fila-Turnier in Colorado Springs                   | Feder      | vor Glenn Nieradka u. Jason Tolbert, bde. USA u. Victor Castellanes, Mexiko |
| 1998 | 7.    | WM in Gaevle                                       | Feder      | nach Sieg über Juan Luis Marén, Niederlage gegen Peter Ronai, Ungarn, Sieg über Pawel Panisch, Belarus u. Niederlage gegen Nikolai Monow, Bulgarien                                                   |
| 1999 | 1.    | Stanisław-Pytlasiński-Turnier in Warschau          | Feder      | vor Eduard Aplewitsch u. Witali Schuk, bde. Belarus u. Michael Beilin, Israel |
| 1999 | 1.    | EM in Sofia                                        | Feder      | nach Siegen über Nazib Nizami Aliew, Aserbaidschan, Vaghinak Galstjan, Armenien, Michael Beilin, Şeref Eroğlu u. Akaki Chachua                                                                        |
| 1999 | 9.    | WM in Athen                                        | Feder      | nach Siegen über Robert Mazouch, Tschechien u. Yi Shanjun, China u. einer Niederlage gegen Mchitar Manukjan                                                                                           |
| 2000 | 5.    | Olympia-Qualifikations-Turnier in Faenza           | Feder      | hinter Nikolai Monow, Beat Motzer, Schweiz u. James Grünwald, USA |
| 2000 | 2.    | Olympia-Qualifikations-Turnier in Clermont-Ferrand | Feder      | hinter Warteres Samurgaschew, Russland, vor Hu Guohong u. Mikael Lindgren, Finnland |
| 2000 | 2.    | Olympia-Qualifikations-Turnier in Taschkent        | Feder      | hinter Nikolai Monow, vor Yasutoshi Motoki u. Hu Guohong |
| 2000 | 19.   | OS in Sydney                                       | Feder      | nach Niederlagen gegen Warteres Samurgaschew u. Seref Eroglu |
| 2001 | 3.    | EM in Istanbul                                     | Feder      | hinter Seref Eroglu u. Temur Tehumow, Russland, vor Nikolai Gergow, Bulgarien u. Juri Kohl, Deutschland                                                                                               |
| 2001 | 23.   | WM in Patras                                       | Feder      | nach Niederlagen gegen Seref Eroglu u. Levente Füredy, Ungarn |
| 2002 | 11.   | EM in Seinäjoki                                    | Leicht     | nach Sie über Peter-Georg Philiippisch, Österreich u. Niederlage gegen Hryhorij Komyschenko |
| 2002 | 2.    | WM in Moskau                                       | Feder      | nach Siegen über Norbert Futo, Jugoslawien, Sydney Guzman Villacosta, Peru, Djamel Ainaoui, Frankreich, Akaki Chachua u. Roberto Monzon Gonzalez und einer Niederlage gegen Armen Nasarjan, Bulgarien |
| 2002 | 5.    | Militär-WM in Tallinn                              | Leicht     | hinter Sergei Kuntarjew, Russland, Eduard Kratz, Deutschland, Konstantinos Arkoudeas, Griechenland und Witali Schuk                                                                                   |
| 2003 | 6.    | WM in Créteil                                      | Feder      | nach Siegen über Hugo Pasos da Silva, Portugal, Ion Gaimer, Moldawien u. Alexander Chwoschch, Ukraine u. einer Niederlage gegen Roberto Monzon Gonzalez                                               |
| 2004 | 16.   | OS in Athen                                        | Feder      | nach Niederlagen gegen Jung Ji-hyun, Südkorea u. Vitali Rəhimov, Aserbaidschan |

## Erläuterungen
- alle Wettbewerbe im griechisch-römischen Stil
- OS = Olympische Spiele, WM = Weltmeisterschaft, EM = Europameisterschaft
- Federgewicht, bis 1996 bis 62 kg, von 1997 bis 2001 bis 63 kg u. seit 2002 bis 60 kg Körpergewicht; Leichtgewicht, seit 2002 bis 66 kg Körpergewicht